# Pata Melisa
La pata Melisa es un personaje de animación de Looney Tunes que apareció por primera vez en el cortometraje The Scarlet Pumpernickel (1950).
En su forma adulta Melisa solo tiene dos apariciones, en los cortometrajes Scarlet Pumpernickel (1950) y Muscle Tussle (1953), en ambos siendo la novia del Pato Lucas. Antes de ello, un personaje que serviría de su prototipo apareció en Nasty Quacks (1945). La pata Melisa también pudo ser la inspiración del personaje de Tiny Toons Adventures Shirley McLoon.
A pesar de sus pocas apariciones en cortometrajes clásicos, apareció como personaje recurrente en la serie de televisión Baby Looney Tunes. La idea de dicha serie era tomar a los personajes adultos de Looney Tunes y mostrar sus aventuras como niños. Sin embargo, al contrario de los bien conocidos personajes masculinos como Bugs Bunny o el Pato Lucas, los personajes femeninos casi no aparecieron en los cortometrajes originales de Looney Tunes o Merrie Melodies.
Melisa sirvió de inspiración para el personaje Tina Russo en The Looney Tunes Show como novia del Pato Lucas, con un look ligeramente distinto a ella.

## Historia del personaje
En la caricatura estrenada el 1 de diciembre de 1945 titulada Nasty Quacks, la dueña del Pato Lucas, una niña, se convierte en la dueña apasionada de una pequeña patita luego de que su padre le diera de regalo como excusa para echar a Lucas de su casa, debido al conflicto que conllevaba ambos. Entonces un Lucas celoso la alimenta con píldoras de crecimiento a la patita (ya que sentía remordimiento al tratar de matarla siendo un bebé), para su sorpresa, cuando la patita crece se convierte en una pata blanca con cabello rubio. Al final de la caricatura, los dos se enamoraron y dieron a luz a unos diez patitos negros, blancos y amarillos. La pata de esta caricatura tiene similitudes visuales con la novia de Lucas en Muscle Tussle (así como un vago parecido con la paloma femenina Hatta Mari de Plane Daffy, corto de 1944) y puede representar el "origen" del personaje de la pata Melisa.
La pata Melisa apareció oficialmente con su nombre en el corto de 1950 de Chuck Jones The Scarlet Pumpernickel, cortometraje que en 1994 fue votado en la posición 31 de las 50 mejores caricaturas de todos los tiempos por miembros del campo de la animación. En la caricatura, aparece como una damisela en apuros y el interés amoroso de Lucas bajo su alias de "Amapola Escarlata". La trama sigue a la "Amapola Escarlata" tratando de salvar a Lady Melisa de tener que casarse con el malvado Gran Duque (El gato Silvestre), de quien no está enamorada.
En la caricatura de 1952 The Super Snooper, aparece una pata alta, voluptuosa, brillante, de ojos azules, cabello pelirrojo y lápiz labial rojo en el pico, que llevaba un parecido con Melisa. En su idioma original es llamada "Femme Fatale". En la trama, Lucas se llama Drake y recibe una llamada que lo convoca al J. Cleaver Axe-Handle Estate, donde supuestamente alguien ha sido asesinado. Cuando llega a la casa el sospecha que la pata del lugar era la culpable del asesinato, ella se enamora de Drake pero el solo esta interesado en descubrir el asesinato. Femme Fatale también aparece en la portada del volumen 5 de Looney Tunes Spotlight Collection, lo que indica que ella y Melisa pueden ser consideradas el mismo personaje, ya que a diferencia de Femme Fatale, las identidades de todos los otros personajes en la portada son bien conocidas caracteres.
Luego Melisa aparece en Muscle Tussle (1953), donde se muestea al Pato Lucas y su novia en una visita a la playa. Cuando están por tomarse una foto un pato musculoso llama la atención de Melisa, esto molesta a Lucas y regaña al pato musculoso que tiene una voz suave pero arrogante, respondiéndole que sacudirá a Lucas con tanta fuerza que tendrá que abrir su chaleco para comer si dice una palabra más. Lucas lo toma esto como broma y el pato musculoso procede a golpearlo dejándolo con la cabeza hundida en el estómago. Melisa le pide a Lucas que se defienda pero este da por ganador al pato, disgustada se va con el pato musculoso ya que a ella no le gustaban los patos cobardes debiluchos. Esto ofende a Lucas e intenta recuperarla comprando un tónico muscular y una pesa que decía "5,000" libras a un ambulante cercano haciéndole creer que subió su fuerza. Al final Lucas despacha a su rival cuando este levanta la pesa llevándolo a miles de pies al aire y cuando este regresa a la tierra toma una forma aplastada por el impacto y dice "todos pueden llamarme bajito" y se va. Melisa finalmente se queda con Lucas. El diseño de la pata en esta caricatura está marcadamente más estilizado que la aparición de Melisa en The Scarlet Pumpernickel, pero una adaptación de cómic contemporánea de Muscle Tussle también llevó el nombre de Melisa a este nuevo diseño. La voz de Melisa en esta caricatura es de la oscura voz de Gladys Holland, la narradora de la adaptación clásica de 1952 de UPA del clásico Madeline de 1939 de Ludwig Bemelmans.
En 1987, Melisa aparece en la caricatura The Duxorcist de los directores Greg Ford y Terry Lennon en el nuevo estudio de animación Warner Bros Animation. Fue el primer corto de los Looney Tunes estrenado en los cines después de que la serie original terminara en 1969. Es una parodia de la película El Exorcista de 1973 y la escena de la posesión de Dana Barret de la película Los cazafantasmas. En el dibujo muestran a una joven pata soltera que es poseída por fantasmas llamando a Lucas luego de ver su comercial de Paranormalista Ambulante. Cuando llega a la casa Lucas ve que el horno esta por dentro con nieve y la refrigeradora en llamas, cuando este pasa a dialogar con la pata y luego de un beso de parte de Lucas ella es poseída y levita. Lucas usa un libro de exorcismos en donde dice que para liberar los espíritus tiene que mantenerlos divertidos, procede a hacerlo y libera a los fantasmas de la joven pata. Al final Lucas se olvidó de leer que el exorcista debía asegurar que los espíritus no entren en su cuerpo, pasando ello y terminando Lucas en posesión. Cuando Melisa besa a Lucas por liberárle los espíritus este levita y al caer salen los fantasmas persiguiéndole mientras este corre despavorido luego de salir de la casa. Este corto sale en la película antológica Daffy Duck's Quackbusters de 1988, la voz de la pata fue de B.J Ward. A pesar de tener el color más pálido, la pata de esta caricatura se parece físicamente a la Melisa de The Scarlet Pumpernickel, incluso más que los diseños en Muscle Tussle y Nasty Quacks. Melisa hace un cameo en "Bugs Bunny vs Daffy Duck: Battle of the music video stars" en donde Bugs y Lucas tienen una estación de televisión donde presentan cortos musicales de los Looney Tunes en donde ambos son competencia, la estación de Bugs se llama (WABBIT) y la de Lucas (KPUT). Melisa aparece en un comercial de KPUT vistiendo un polo con la cara de Lucas.
La pata Melisa posiblemente fue la inspiración para el personaje de Shirley the Loon en Tiny Toon Adventures, una serie derivada que sigue las aventuras de la próxima generación de Looney Tunes; cada personaje es, hasta cierto punto, modelado a partir de los Looney Tunes originales. Shirley the Loon es una gavia rubia siendo el interés romántico del pato Plucky, que a su vez está inspirado del Pato Lucas. A pesar de las comparaciones entre los personajes de Melisa y Shirley, Melisa Duck nunca apareció en ningún episodio de Tiny Toon Adventures, a pesar de que otros personajes de los Looney Tunes originales lo hicieron. A pesar de ello, sí hizo apariciones en la serie reinicio Tiny Toons Looniversity. 